# 十市郡
十市郡为奈良縣過去轄下的一個郡，已於1897年4月1日與式上郡、式下郡合併為磯城郡。
在1880年實施郡區町村編制法時的轄區包括現在的田原本町南半部地區、櫻井市的西南部地區、橿原市的東北部地區

## 歷史
在令制國時代屬於大和國，10世紀時依據和名類聚抄，其下設有飯富鄉、川邊鄉、池上鄉、神戶鄉。
江戶時代此區域被分割為幕府直屬領、旗本、津藩、田原本藩、郡山藩、久居藩、高取藩、大多喜藩的領地。
19世紀明治維新後，原屬奈良奉行管轄的幕府直屬領及旗本領地改隸屬新政府設立的奈良縣，其他區域在1871年實施廢藩置縣後分別隸屬津縣、郡山縣、久居縣、田原本縣、高取縣，但在同一年的府縣整併中，全數被併入奈良縣；1876年的第二次府縣整併中，奈良縣遭到廢除，改隸屬堺縣管轄，不過到了1881年又因堺縣被廢除改隸屬大阪府，直到1887年重新設立了奈良縣，才恢復隸屬奈良縣轄下。
在1880年實施郡區町村編制法時，正式的設置了近代的行政區劃「十市郡」，並在式上郡三輪村（位於現在的櫻井市）設置「三輪郡役所」，由於郡役所同時也負責管轄周邊的式上郡、式上郡、宇陀郡，因此後來又改稱為「十市式上式下宇陀郡役所」。

### 沿革

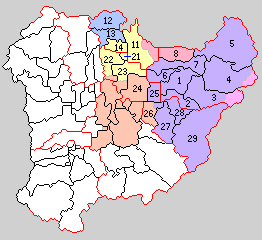
1889年十市郡轄下的行政區劃：
21.田原本町、22.平野村、23.多村、24.耳成村、25.大福村、26.香久山村、27.安倍村、28.櫻井村、29.多武峰村
（紫色：現屬櫻井市、橙色：現屬橿原市、黄色：現屬田原本町、1 - 8屬式上郡、11 - 14屬式下郡）

- 1889年4月1日：實施町村制，十市郡下設：田原本町、平野村（日语：平野村 (奈良県)）、多村（日语：多村）、耳成村（日语：耳成村）、大福村（日语：大福村 (奈良県)）、香久山村（日语：香久山村 (奈良県)）、安倍村（日语：安倍村）、櫻井村、多武峰村（日语：多武峰村）。（1町8村）
- 1890年11月18日：櫻井村改制為櫻井町。[2]（2町7村）
- 1897年4月1日：實施郡制（日语：郡制），同時與式上郡、式下郡合併為磯城郡。